# Nesogordonia tricarpellata
Nesogordonia tricarpellata ist eine Pflanzenart aus der Familie der Malvengewächse (Malvaceae). Sie wurde 2011 erstbeschrieben und ist ein Endemit des südöstlichen Madagaskars.

## Beschreibung

### Erscheinungsbild und Blatt
Nesogordonia tricarpellata wächst als Baum, der Wuchshöhen von 4 bis 8 Metern und Brusthöhendurchmesser von rund 15 Zentimetern erreichen kann. Die Rinde der jungen Stämme ist kahl, hell weißlich-grau bis braun und weist auffällige Blattnarben auf. Die Borke älterer Stämme ist dunkelbraun gefärbt. Die striegelig behaarte Endknospe ist bei einer Länge von etwa 3 Millimetern pfriem- bis sichelförmig.
Die wechselständig an den Zweigen angeordneten Laubblätter sind in Blattstiel und Blattspreite gegliedert und bleibend. Der kahle oder mit wenigen winzigen sternförmigen oder mit einer Reihe einfacher Haaren (Trichomen) bedeckte Blattstiel ist 1 bis 1,5 Zentimeter lang und am oberen Ende sowie an der Basis nicht bis leicht verdickt; er verfärbt sich beim Trocknen (Herbarmaterial) dunkelbraun. Die etwas ledrige Blattspreite ist bei einer Länge von 5 bis 7,5 Zentimeter und einer Breite von 2,5 bis 3 Zentimeter elliptisch bis schmal-elliptisch mit stumpfer oder gerundeter Spreitenbasis und lang spitz zulaufendem und stachelspitzigem oberen Ende. Der leicht zurückgebogene Blattrand ist fein gekerbt. Die dunkelgrüne Blattoberseite ist wie die heller grüne Blattunterseite kahl oder mit einfachen Trichomen besetzt. Die Blattaderung ist brochidodrom, das heißt, die Seitenadern enden nicht am Blattrand, sondern münden schlingenartig in die nächstfolgende Ader. An manchen Achseln der Blattadern befinden sich Domatien aus ei- bis kreisförmig angeordneten Büscheln von aufrechten oder gebogenen, einfachen oder sternförmigen Trichomen, die eine Länge von 0,6 bis 0,9 Millimeter und einen Durchmesser von 0,5 bis 0,6 Millimeter aufweisen. Die früh abfallenden Nebenblätter wurden von den Autoren der Erstbeschreibung nicht gesehen.

### Blütenstand und Blüte

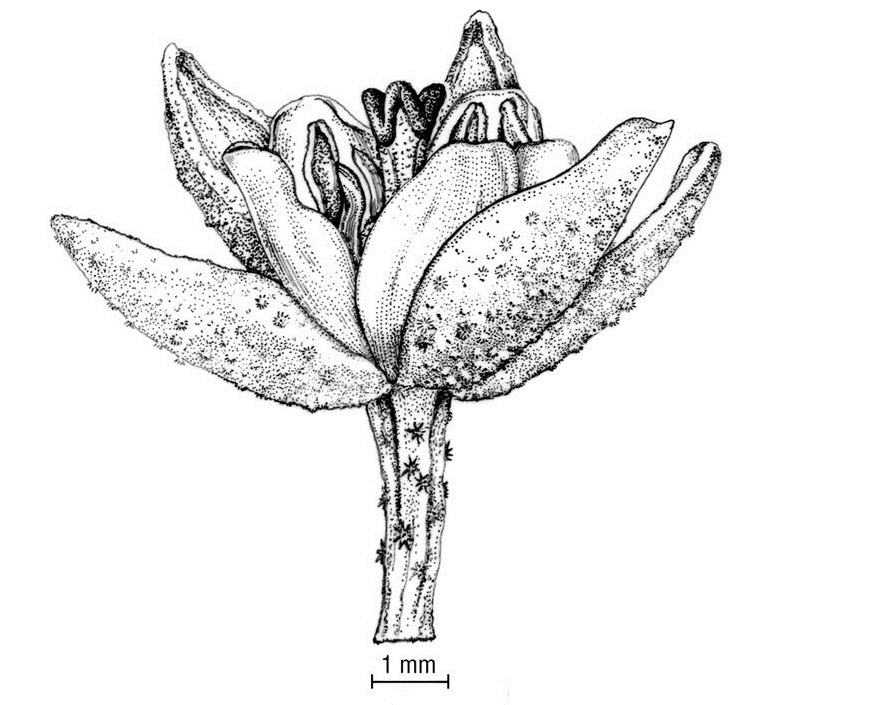
Illustration der Blüte

Der seitenständige, rispige, zymöse Blütenstand ist bis zu 4,5 Zentimeter lang und enthält selten ein, meist zwei oder drei Blüten. Der bis zu 2,6 Zentimeter lange Blütenstandsschaft ist kahl oder besitzt wenige winzige sternförmige Trichome. Der kahle oder spärlich mit winzigen sternförmigen Trichomen besetzte Blütenstiel ist bis zu 1,5 Zentimeter lang und ist 3,2 bis 4,3 Millimeter unterhalb der Blüte gegliedert. Der kurzlebige Außenkelch war am von den Autoren der Erstbeschreibung gesichteten Herbarmaterial nicht vorhanden.
Exemplare mit Blütenknospen wurden im Februar und blühende im Juni gesammelt. Die Blütenknospen sind bei einer Länge und einem Durchmesser von 3 bis 4 Millimeter kugelig. Die zwittrigen Blüten sind radiärsymmetrisch und fünfzählig. Die fünf, bei einer Länge von 5 bis 5,5 Millimeter und einer Breite von 1,7 bis 2,2 Millimeter, eiförmigen und fleischigen Kelchblätter sind an der Basis untereinander verwachsen. Die Innenseite der Kelchblätter ist genauso wie die Außenseite mit zwei Typen, einfachen oder sternförmigen, Trichomen besetzt. Die fünf weißen, fleischigen, bei einer Länge von 3,5 bis 4 Millimeter und einer Breite von 2 bis 2,5 Millimeter eiförmigen bis elliptischen Kronblätter kahl sind und am oberen Ende etwas verschmälert. Das Androeceum besteht aus zwei Staubblattkreisen. Der äußere Staubblattkreis besteht aus drei Bündeln mit je zwei bis drei fertilen Staubblättern, deren Staubfäden auf bis zu 0,5 mm ihrer Länge verwachsen sind. Der innere Staubblattkreis besteht aus drei Staminodien. Die fleischigen Staubbeutel sind bei einer Länge von 2,7 bis 2,9 Millimeter und einer Breite von 0,8 bis 1,1 Millimeter asymmetrisch lanzettlich bis länglich mit spitzem oder zugespitztem oberen Ende. Drei Fruchtblätter bilden den dicht mit kleinen, etwa 0,15 Millimeter durchmessenden Schuppen bedeckten Fruchtknoten, der eine Länge und einen Durchmesser von etwa 1,5 Millimeter aufweist. Die je Fruchtblatt zwei, an ihrer Basis kantigen Samenanlagen stehen in zentralwinkelständiger Plazentation. Die drei miteinander verwachsenen Griffeln sind 2 bis 2,5 Millimeter lang. Die Narbenlappen sind etwa 0,8 Millimeter lang und fleischig. Das obere Ende der Narbenlappen ist dunkelrot und verfärbt sich beim Trocknen (Herbarmaterial) schwarz.

### Frucht und Samen
Ein fruchttragendes Exemplar wurde im Juni gesammelt. Die holzigen, kastanienbraunen Kapselfrüchte sind bei einer Länge von 1,5 bis 2 Zentimeter und einem Durchmesser von 1,2 bis 1,5 Zentimeter verkehrt-kegelförmig. Die Fruchtschale ist leicht warzig und mit einigen Schuppen oder kurzen, sternförmigen Trichomen besetzt. Das obere Ende der Früchte ist abgeflacht und besitzt einen zentral gelegenen Umbo. Eine Kante ist nicht vorhanden oder nur spärlich entwickelt. Die Samen weisen eine Länge von 4 bis 5 Millimeter sowie einen Durchmesser von 3 bis 4 Millimeter auf und besitzen einen 5 bis 10 Millimeter langen sowie 4 bis 5 Millimeter breiten Flügel.

## Vorkommen

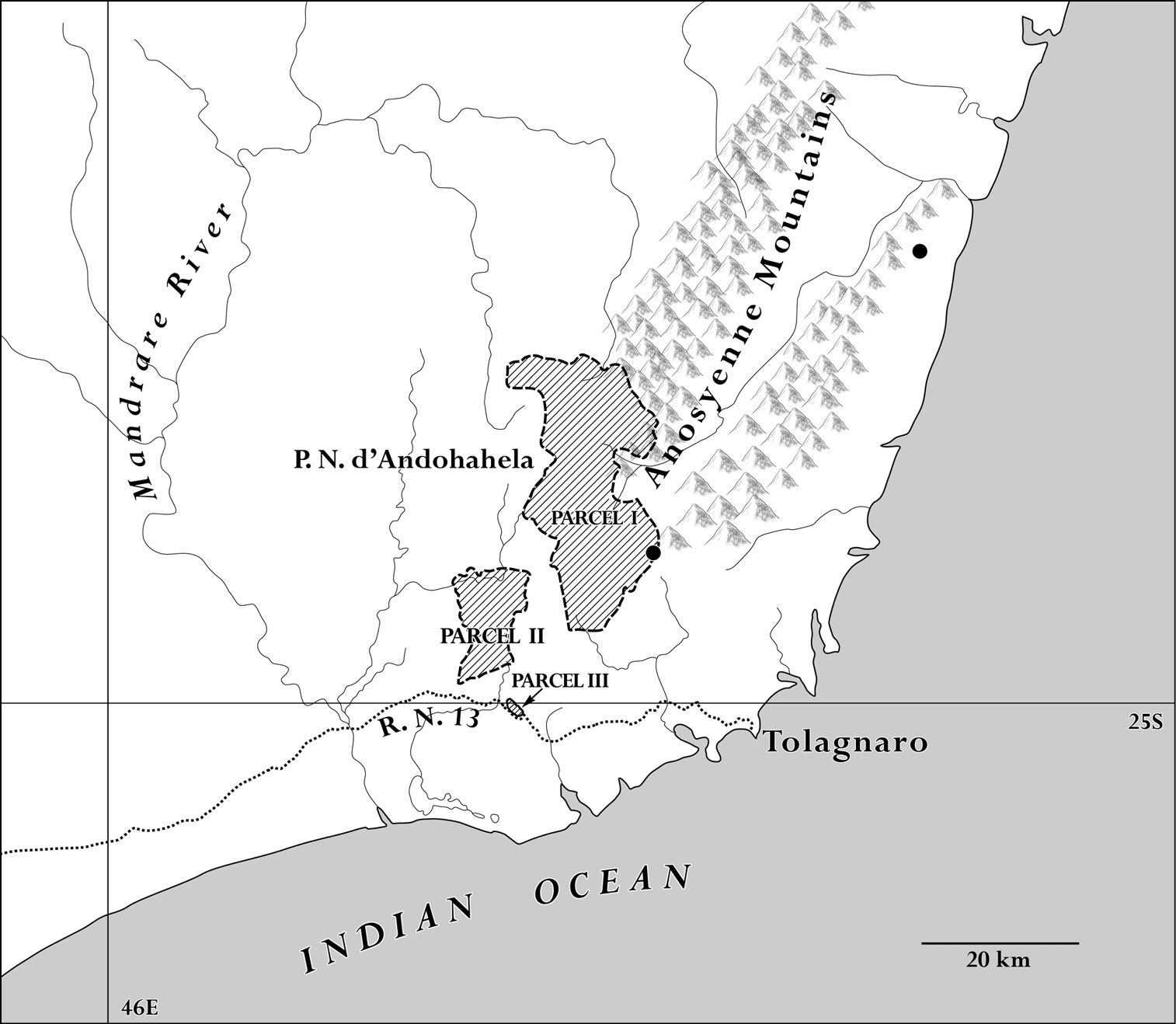
Karte des Südosten von Madagaskar, Fundorte von Nesogordonia tricarpellata sind als Punkte dargestellt.

Das natürliche Verbreitungsgebiet von Nesogordonia tricarpellata liegt im Südosten von Madagaskar und ist damit das südlichste aller Nesogordonia-Arten. Sie ist dort von einem im Nationalpark Andohahela gelegenen Standort sowie von einem weiteren an den unteren Hängen des Ivohibe–Bemangidy Forest gelegenen Standort bekannt. Die Art wächst in feuchten Wäldern in Höhenlagen von 90 bis 500 Metern.

## Systematik
Die Erstbeschreibung als Nesogordonia tricarpellata erfolgte 2011 durch Cynthia Skema und Laurence Joseph Dorr in PhytoKeys Nummer 2, Seite 10. Das Artepitheton tricarpellata weist darauf hin, dass bei dieser Art drei freie Fruchtblätter vorhanden sind.
Nesogordonia tricarpellata kann laut den Autoren der Erstbeschreibung sicher der Gattung Nesogordonia zugeordnet werden, auch wenn sie sich durch einige morphologische Eigenschaften von den restlichen Arten dieser Gattung unterscheidet. So sind etwa die Form der Früchte und der Samen einzigartig für diese Gattung.